# Anna Pestalozzi

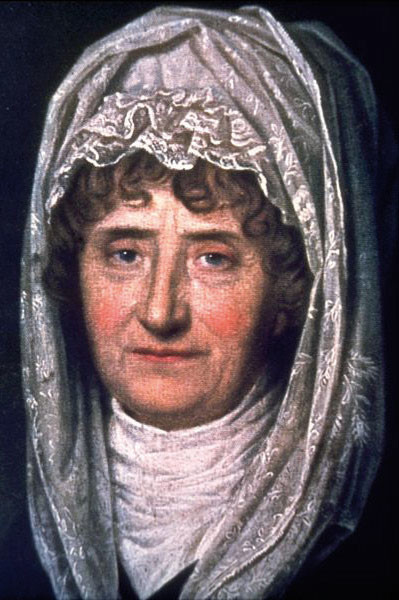
Anna Pestalozzi (1804). Ölgemälde: F. G. A. Schöner (Ausschnitt)

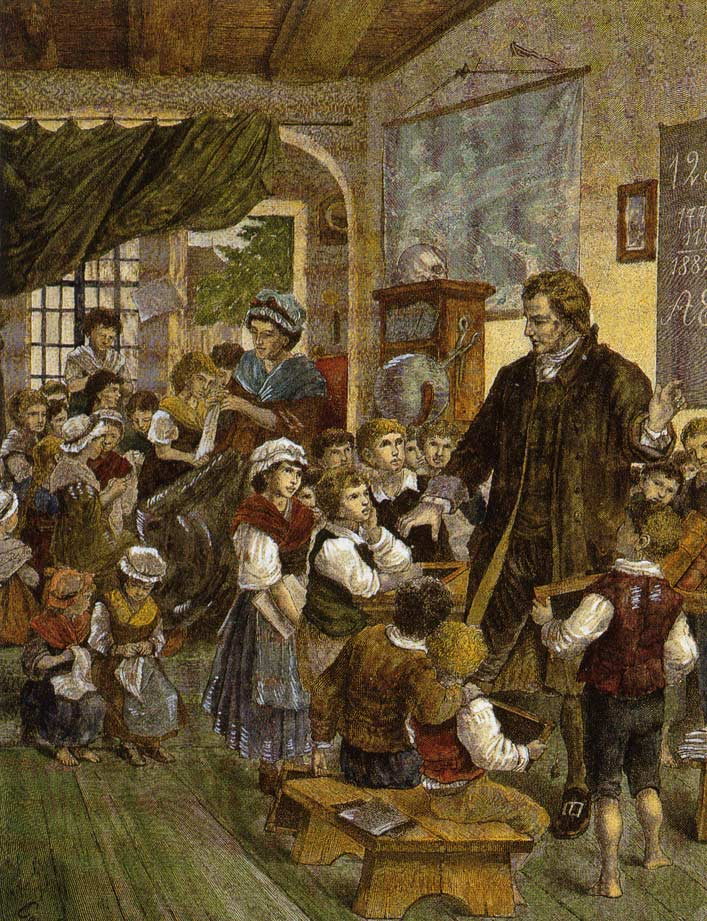
Anna Pestalozzi mit ihrem Mann Johann Heinrich beim Unterricht in der Erziehungsanstalt Neuhof (1882). Holzstich: Conrad Ermisch

Anna Pestalozzi (gebürtige Anna Schulthess; * 9. August 1738 in Zürich; † 11. Dezember 1815 in Yverdon-les-Bains) führte die Hauswirtschaften der Kinderheime Johann Heinrich Pestalozzis, betreute die Kinder als Hausmutter und war mit Pestalozzi verheiratet.
Annas Vater Hans Jakob Schulthess (1711–1789) war Zuckerbäcker und Drogist und wurde später Pfleger der Zunft zur Saffran in Zürich. Sie heiratete Pestalozzi im September 1769 in Gebenstorf, gegen den Willen ihrer Eltern. Seine revolutionären Ideen führten die Familie bereits kurz nach der Hochzeit in den Bankrott. Um seine Vision einer landwirtschaftlichen Erziehungsanstalt verbunden mit Baumwollindustrie durchführen zu können, lieh sich Pestalozzi Geld von über sechzig Gläubigern. Anna Pestalozzi liess sich zudem von ihren Eltern ihren Erbteil auszahlen. Die 37 Kinder, die Johann Heinrich Pestalozzi versuchsweise in sein Haus aufnahm, versorgte Anna Pestalozzi im Alleingang. 1780 hatte ihr Mann das geliehene Geld und das Vermögen seiner Frau verwirtschaftet, der Versuch brach ab.
1770 wurde ihr erstes und einziges Kind Hans Jakob geboren. «Jakobli» litt an Epilepsie, wofür sich Anna Pestalozzi die Schuld gab. Entspannung fand sie vor allem in der Musik, Literatur, Handarbeiten und Kartenspielen mit ihren Freundinnen. Daneben teilte Anna Pestalozzi das Leben ihres Mannes und leitete als Hausmutter seine Waisen- und Kinderheime in Stans und Burgdorf. Ihre Art, mit den Kindern umzugehen, inspirierte Johann Heinrich Pestalozzis pädagogische Ideen.
Als er das Institut in Yverdon übernahm, war Anna Pestalozzi über Sechzig und gesundheitlich schwer angeschlagen. Nichtsdestoweniger übernahm sie wiederum die hauswirtschaftliche Leitung der Erziehungsanstalt und bemutterte die ihr anvertrauten Kinder. Sie starb 1815 infolge einer Hustenerkrankung.